# Tetrapterys
Tetrapterys är ett släkte av tvåhjärtbladiga växter. Tetrapterys ingår i familjen Malpighiaceae.

## Bildgalleri

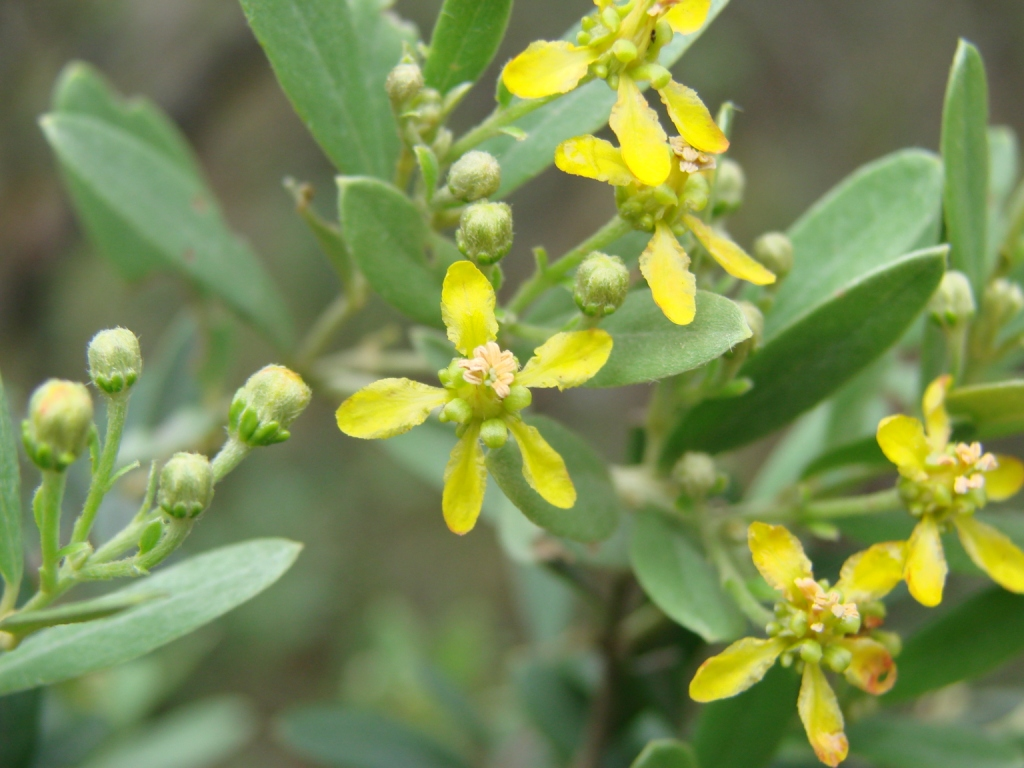
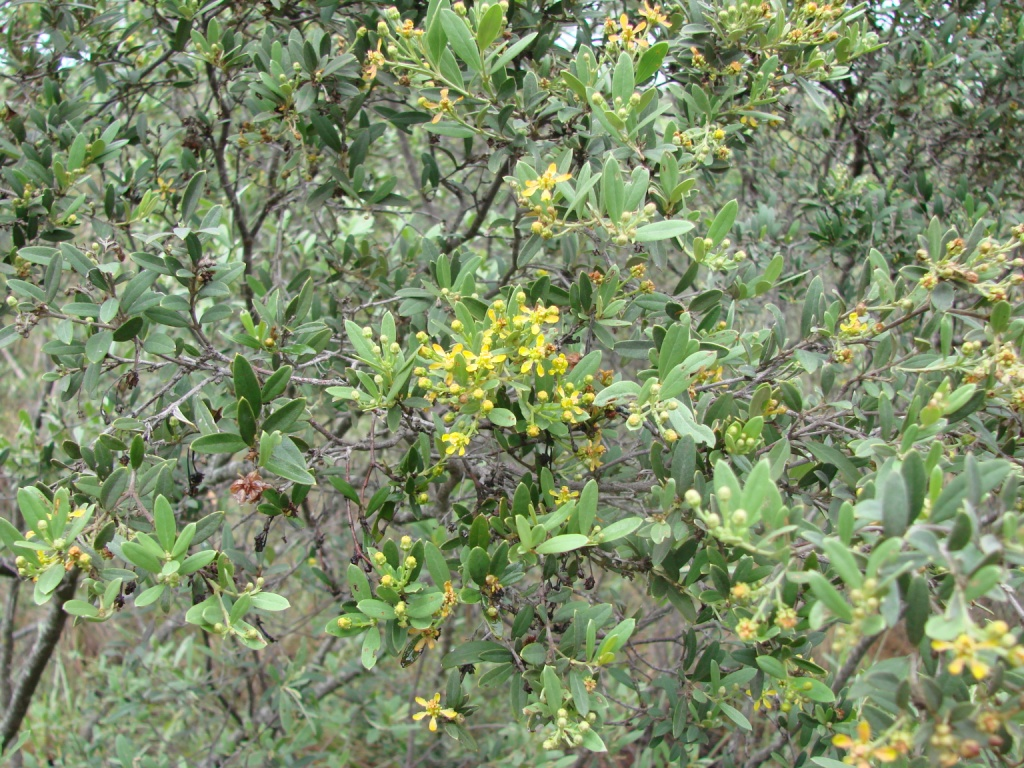

## Dottertaxa tillTetrapterys, i alfabetisk ordning[1]
- Tetrapterys acapulcensis
- Tetrapterys aequalis
- Tetrapterys alternifolia
- Tetrapterys ambigua
- Tetrapterys anisoptera
- Tetrapterys anomala
- Tetrapterys arcana
- Tetrapterys aristeguietae
- Tetrapterys benthamii
- Tetrapterys buxifolia
- Tetrapterys calophylla
- Tetrapterys cardiophylla
- Tetrapterys chamaecerasifolia
- Tetrapterys chloroptera
- Tetrapterys citrifolia
- Tetrapterys complicata
- Tetrapterys cordifolia
- Tetrapterys crispa
- Tetrapterys crotonifolia
- Tetrapterys dillonii
- Tetrapterys diptera
- Tetrapterys discolor
- Tetrapterys fimbripetala
- Tetrapterys glabrifolia
- Tetrapterys goudotiana
- Tetrapterys gracilis
- Tetrapterys haitiensis
- Tetrapterys hassleriana
- Tetrapterys helianthemifolia
- Tetrapterys heterophylla
- Tetrapterys hirsutula
- Tetrapterys humilis
- Tetrapterys jamesonii
- Tetrapterys jussieuana
- Tetrapterys longibracteata
- Tetrapterys magnifolia
- Tetrapterys maranhamensis
- Tetrapterys megalantha
- Tetrapterys mexicana
- Tetrapterys microphylla
- Tetrapterys mollis
- Tetrapterys monteverdensis
- Tetrapterys mortonii
- Tetrapterys mucronata
- Tetrapterys natans
- Tetrapterys nelsonii
- Tetrapterys nitida
- Tetrapterys oleifolia
- Tetrapterys paludosa
- Tetrapterys phlomoides
- Tetrapterys pohliana
- Tetrapterys pusilla
- Tetrapterys racemulosa
- Tetrapterys ramiflora
- Tetrapterys rhodopteron
- Tetrapterys salicifolia
- Tetrapterys schiedeana
- Tetrapterys seemannii
- Tetrapterys seleriana
- Tetrapterys sericea
- Tetrapterys skutchii
- Tetrapterys splendens
- Tetrapterys stipulacea
- Tetrapterys styloptera
- Tetrapterys subaptera
- Tetrapterys tenuistachys
- Tetrapterys tinifolia
- Tetrapterys tolimensis
- Tetrapterys turnerae
- Tetrapterys tysonii
- Tetrapterys vacciniifolia
- Tetrapterys xylosteifolia